# M.I.G
M. I. G — польская группа исполняющая музыку в жанре «польское диско».

## История
Группа была основана в 2000 году в Прушкуве (Мазовецкое воеводство). Состоит из четырёх братьев и сестер: Дороты Гвяздовской, Марека Гвяздовский, Кшиштофа Гвяздовский и Славомира Гвяздовкогий. В первые годы, большое влияние на группу оказало сотрудничество с коллективом Top One. Первой песней группы была «Co ty mi dasz» («Что ты мне дашь»), записанная в 2000 году
Самым большим успехом коллектива было завоевание титула «Хит лета» на фестивале «Disco Hit Festival» за песню «Jej Dotyk» («Ее прикосновение»). Годом спустя, на том же фестивале группа занимает второе место с песней «Dziewczyna z sąsiedniej ulicy» («Девушка с соседней улицы»). В 2015 году песня «Wymarzona» («Мечта») заняла первое место на фестивале Polo tv Hit Festival 2015.

Группа известна также композициями, как «Nie ma mocnych na Mariolę», «Miód Malina» i «Słodka wariatka» которые имеют по несколько десятков миллионов просмотров на сайте YouTube.